# Jens Jeremies
Jens Jeremies (ur. 5 marca 1974 w Görlitz) – niemiecki piłkarz grający na pozycji defensywnego pomocnika. Z reprezentacją Niemiec, w której barwach rozegrał 55 meczów, zdobył wicemistrzostwo świata 2002. Od 1998 do 2006 roku był zawodnikiem Bayernu Monachium. Sześciokrotnie triumfował z nim w rozgrywkach ligowych, a w 2001 roku wygrał Ligę Mistrzów. W lipcu 2006 roku ogłosił zakończenie kariery piłkarskiej.

## Kariera reprezentacyjna
W reprezentacji Niemiec od 1997 do 2004 roku rozegrał 55 meczów i strzelił 1 gola – wicemistrzostwo świata 2002, starty w Mistrzostwach Świata 1998 (ćwierćfinał), Mistrzostwach Europy 2000 (runda grupowa) oraz Mistrzostwach Europy 2004 (runda grupowa).

## Sukcesy piłkarskie
- Mistrzostwo Niemiec 1999, 2000, 2001, 2003, 2005 i 2006, Puchar Niemiec 2000, 2003, 2005 i 2006, Puchar Mistrzów 2001, finał Pucharu Mistrzów 1999 oraz Puchar Interkontynentalny 2001 z Bayernem Monachium